# تيري كينيدي
تيري كينيدي (بالإنجليزية: Terry Kennedy)‏ (14 نوفمبر 1993 بارنسلي المملكة المتحدة - ) هو لاعب كرة قدم بريطاني يلعب كمدافع.

## روابط خارجية
- تيري كينيدي على موقع قاعدة بيانات كرة القدم.إي يو (الإنجليزية)
- تيري كينيدي على موقع Soccerbase.com (لاعب) (الإنجليزية)
- تيري كينيدي على موقع Soccerway.com (الإنجليزية)